# Escándalo Harden-Eulenburg

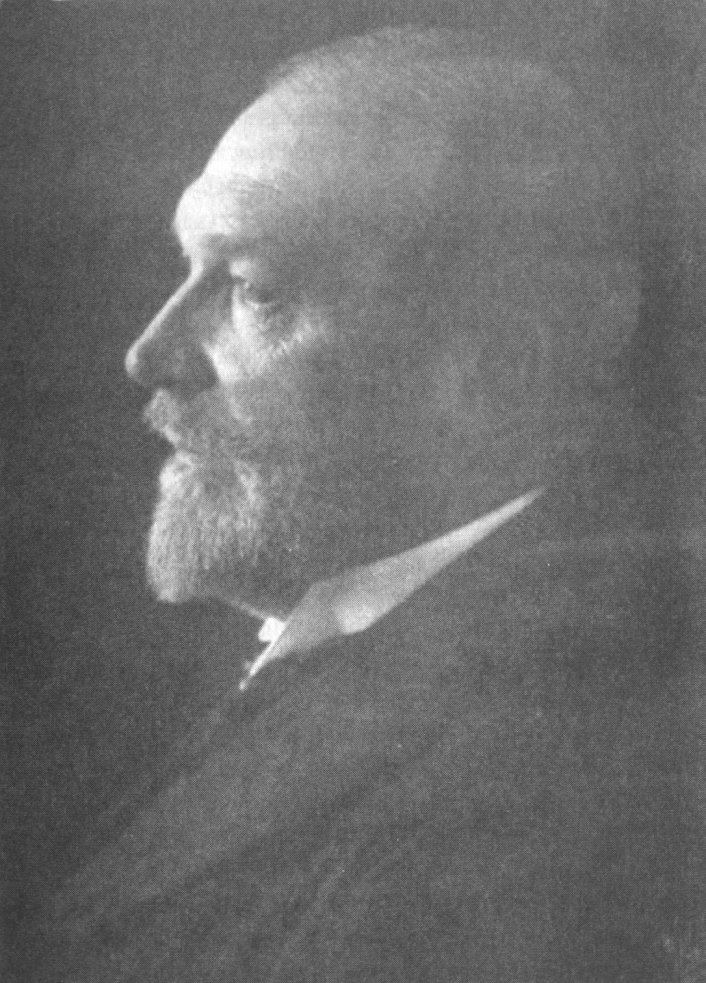
Philipp zu Eulenburg-Hertefeld, uno de los principales implicados en el escándalo Harden-Eulenburg, hacia 1905.

El escándalo o caso Harden-Eulenburg (conocido en Alemania como Harden-Eulenburg-Affäre), o simplificado caso Eulenburg, fue una controversia que surgió en torno a una serie de procesos militares y cinco procesos regulares por comportamiento homosexual y las correspondientes denuncias por calumnias en la Alemania de principios del siglo XX. Se vieron implicados importantes miembros del gabinete de gobierno del emperador Guillermo II de Alemania entre 1907 y 1909. El caso es considerado como el mayor escándalo del Imperio alemán. Aunque básicamente se trataba de una pelea entre Philipp, príncipe de Eulenburg-Hertefeld, y el periodista Maximilian Harden, las acusaciones e inculpaciones extendieron el conflicto hasta el punto de que se empleaba la expresión Círculo de Liebenberg para describir el círculo de personas homoeróticas que rodeaba al emperador Guillermo II.

## Los artículos en la revistaDie Zukunft
El 6 de abril de 1906, Maximilian Harden publicó en su revista Die Zukunft (El futuro) un artículo de opinión con el título Wilhelm der Friedliche (Guillermo el Pacífico). En el artículo, Harden defendía que el gobierno del Imperio no podía llevar adelante su línea política porque, entre otras cosas, los representantes políticos del país, entre ellos sobre todo Guillermo II, aseguraba demasiado a menudo y con demasiada vehemencia a los demás países que Alemania tenía solo intenciones pacíficas. Sus ataques escritos se endurecieron cuando, poco después del fracaso de la Conferencia de Algeciras —que puso de manifiesto el aislamiento del Imperio alemán—, en una comida privada en el Palacio de Liebenberg perteneciente a Eulenburg, Guillermo II se reunió con el Primer Secretario de la embajada francesa, el conde Raymond Lecomte, encontrándolo simpático.
El 17 de noviembre de 1906, Harden, en un nuevo artículo, responsabilizó al Círculo de Liebenberg de una serie de fracasos en la política exterior alemana, ya que, a través de contactos personales, ejercía gran influencia en la política alemana. Solo los enterados se dieron cuenta de que Harden se refería a las relaciones homoeróticas que mantenían los miembros del Círculo de Liebenberg. Especialmente claras eran las insinuaciones sobre Kuno von Moltke. Harden recrimina a Eulenburg, entre otras cosas, ser un «tardorromántico enfermizo» con tendencias espiritualistas. Tras estos ataques dirigidos a Eulenburg se escondía la opinión muy extendida en la época de que los homosexuales tenían personalidades ablandadas, que no eran capaces de realizar un uso decidido del poder. En los influyentes círculos de la aristocracia de la corte de Berlín, estas insinuaciones fueron bien comprendidas y causaron gran interés.
Bernhard von Bülow, que era el Canciller imperial en ese momento y que tenía una amistad desde hacía muchos años con Eulenburg, intentó inicialmente evitar la extensión del escándalo y creyó que el interés por las revelaciones de Harden se apagaría pronto. Pero era perfectamente consciente de que la acusación de homosexualidad a un amigo íntimo del emperador desacreditaba la posición del Káiser y que le dificultaba aún más el gobierno, que ya era de por sí bastante difícil. No fue hasta comienzos de mayo de 1907 que los rumores llegaron hasta el mismo emperador Guillermo II a través del príncipe heredero. Este exigió al emperador que suspendiese a los afectados y una aclaración judicial de las acusaciones, lo que generó extensos reportajes en la prensa y el consecuente escándalo.

## Motivos

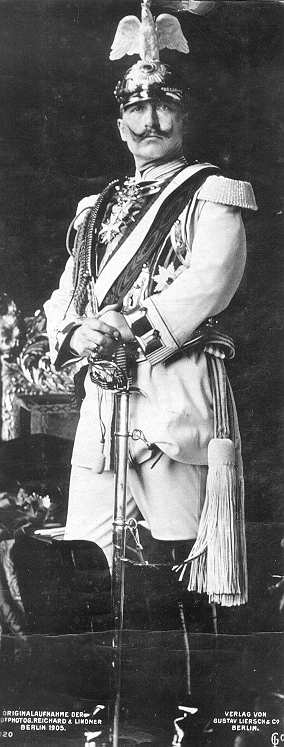
El emperador Guillermo II, en cuyo círculo más próximo sucedieron los hechos.

Los motivos que llevaron al editor y periodista Harden a escribir sus artículos en Die Zukunft siguen siendo motivo de discusión y controversia. Para unos —sobre todo Steaklea y Jungblut— Harden es visto como instrumento de un grupo de interés en torno a Otto von Bismarck, que en la época del escándalo ya había muerto, mientras que otros historiadores opinan que los artículos de Harden son una expresión de un descontento real con la política exterior alemana.
Guillermo II dispensó al «Canciller de Hierro», que había realizado una Realpolitik de tratados y convenios antibritánica, en 1890. Sustituyó el gobierno autocrático de Bismarck por un llamado regimiento personal propio y por una política expansionista y marítima apoyada en el ejemplo inglés. Eulenburg, que era antiimperialista y anglófilo, fue ascendido de simple miembro del cuerpo diplomático a embajador. Se convirtió en uno de los consejeros más importantes de Guillermo II e intentó repetidas veces llevarlo a un curso más pacífico y más amistoso con los ingleses. Como muchos otros, también Bismarck se dio cuenta de que la relación entre Guillermo II y Eulenburg era especial y «no se debía poner sobre el papel». Veía al joven emperador aconsejado por camarillas cuya política rechazaba. Bismarck ya había tomado posición, en parte por métodos indirectos, contra las opiniones liberales y parlamentarias de la emperatriz Victoria, hija de la reina inglesa Victoria I y madre de Guillermo II. Bismarck habría dado a Harden la información sobre las relaciones homoeróticas del Círculo de Liebenberg.
Harden esperó hasta 1902 para chantajear personalmente a Eulenburg para que abandonase su puesto de embajador en Viena; en caso contrario, lo expondría a la opinión pública. Eulenburg cedió, renunció por «razón de salud» y se retiró temporalmente de la vida pública. Después de la reaparición de Eulenburg durante la Conferencia de Argelia en 1906, Harden repitió sus amenazas. Eulenburg reaccionó con su retirada a Suiza. 
Una serie de historiadores, entre ellos Wolfgang Mommsen, rechazan esta interpretación de los hechos como excesivamente especulativa. El retiro de Eulenburg de la vida política en 1902 fue debido, según Mommsen, sobre todo a que un escándalo matrimonial entre sus parientes más cercanos trajo el peligro de que se comenzase a hablar de su homosexualidad. De acuerdo con la moralidad de la época, esto hubiese implicado el desprecio público social y político. Mommsen afirma que Harden había llegado en 1906 a la convicción de que la estrategia diplomática del gobierno en la Primera Crisis de Marruecos había fracasado, sobre todo porque Guillermo II, bajo la influencia del Círculo de Liebenberg, no había estado dispuesto a arriesgar una guerra con Francia. Para Harden la homosexualidad era un medio para desacreditar a la camarilla en el entorno del Káiser.
El 7 de noviembre de 1906 Harden publicó un artículo en el que hacía insinuaciones respecto a las relaciones homosexuales entre Eulenburg y el Emperador, además de hacer responsable a Eulenburg y a la camarilla creada supuestamente por él, el Círculo de Liebenberg, de los fracasos en política exterior de Alemania. Harden había obtenido información adicional de las extensas actas de Friedrich August von Holstein, con el que se había reconciliado en verano de ese mismo año.
Entre los años 1906 y 1907, seis oficiales se suicidaron después de ser chantajeados. Intentaron evitar el destino de otros 20, que en años anteriores habían sido juzgados por tribunales militares exclusivamente por su sexualidad. Peor que estos escándalos era para Harden que Eulenburg hubiera vuelto a Alemania para recibir la Alta Orden del Águila Alemana.

## Salida del armario

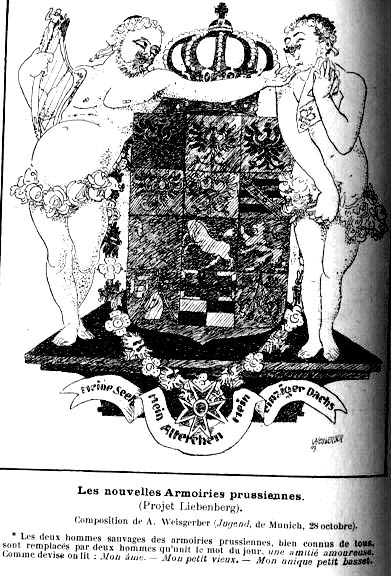
La caricatura en la que Harden quiso ver a Eulenburg y Moltke, uno a cada lado del escudo de Prusia.

El 27 de abril de 1907, Eulenburg fue sacado del armario por Harden en público: Harden declaró que una caricatura publicada anteriormente (imagen de la izquierda) se refería a Eulenburg (con el arpa) y su «amorcito» Kuno von Moltke. También fueron denunciados Georg von Hülsen, intendente del Teatro Real, Von Stückradt, un ayudante del príncipe heredero, y Bernhard von Bülow.
Guillermo II, que ya se había encolerizado por los procesos contra el mayor conde Lynar, un oficial, y el teniente general Wilhelm Graf von Hohenau, comandante del regimiento de guardias —ambos parientes del emperador—, exigió una lista de sus conocidos y amistades a los que se acusaba de homosexualidad. Esta lista era la misma que, en versión más larga y completa, Leopold von Meerscheidt-Hüllessem, jefe de la policía de Berlín, ya le había presentado para demostrarle el sinsentido del Párrafo 175, la ley que prohibía la sodomía. Guillermo II exigió de los militares Lynar, Hohenau y Moltke, que aparecían en la lista, que dimitiesen y de Eulenburg, que también estaba en el listado, exigió una aclaración.
Moltke denunció a Harden por difamación. Eulenburg negó toda culpa y se presentó, tal como lo exigía el §175, al fiscal que le correspondía. Este tuvo que cesar la investigación en julio de 1907 por falta de pruebas, como era de esperar.

## Los juicios

### Moltke contra Harden
Del 23 al 29 de octubre de 1907. Entre los testigos que declararon se encontraba la exesposa de Moltke, Lili von Elbe, de la que se había separado hacía 9 años, el soldado Bollhardt y el Dr. Magnus Hirschfeld. La Sra. von Elbe declaró que Moltke solo cumplió sus obligaciones matrimoniales las dos primeras noches, que Moltke tenía una muy estrecha amistad con Eulenburg y su desconocimiento de la homosexualidad de su exmarido. Bollhardt describió fiestas con champán en la mansión de Lynar, en las que participaban Hohenau y Moltke. Hirschfeld, que se encontraba en la sala como experto científico, declaró que, sobre la base de sus observaciones en la sala de juicios y de la declaración de Von Elbe, Moltke presentaba «tendencias homosexuales que no eran conscientes, con un marcado carácter platónico» aunque nunca lo hubiese practicado. El 29 de octubre el tribunal sentenció que Moltke era homosexual y Harden inocente.
La sentencia fue declarada nula por fallos de procedimiento y el proceso tuvo que ser repetido.

### Bülow contra Brand
Adolf Brand, creador de la primera revista homosexual Der Eigene, publicó un panfleto en el que afirmaba que Bülow, a causa de su disposición sexual y el beso a Scheffer en un encuentro que había organizado Eulenburg, estaba siendo chantajeado. Brand afirmaba que Bülow tenía la obligación moral de oponerse públicamente al § 175.
En el proceso que se realizó el 6 de noviembre de 1907, Brand negó la acusación de difamación con el argumento de que llamar a alguien homosexual no era difamatorio y que por lo tanto, no había llamado nada malo a Bülow. Eulenburg declaró en el proceso que tenía una gran amistad con Bülow. Pero también declaró que nunca había tenido nada sexual con Bülow y repitió bajo juramento que nunca había actuado contra el § 175. Brand fue encontrado culpable de difamación y fue condenado a 18 meses de prisión.

### Moltke contra Harden
Del 18 al 25 de diciembre de 1907 se repitió el proceso entre Moltke y Harden. Debido a que la Sra. de Elbe había sido diagnosticada con una clásica histeria y Hirschfeld había retirado su declaración anterior, ambos testimonios estaban desacreditados. Harden fue encontrado culpable de difamación y condenado a cuatro meses de cárcel.

### Harden contra Städele
El 21 de abril de 1908 Harden intentó demostrar la homosexualidad de Eulenburg. Convenció a Anton Städele, un colega de Baviera, para que publicase un artículo en el que se afirmaba que Eulenburg había pagado por el silencio de Harden. Seguidamente, Harden denunció en Múnich a su cómplice por difamación. A pesar de que este juicio tenía poco que ver con el caso en general, se tomó declaración a Georg Riedel y Jacob Ernst, que declararon haber tenido relaciones sexuales con Eulenburg cuando eran jóvenes.
La condena de Städele era de esperar y la multa de 100 marcos le fue devuelta por Harden. Sin embargo, se presentó una denuncia contra Eulenburg por perjurio y el 7 de mayo de 1908 se iniciaron las diligencias judiciales.

### El Imperio contra Eulenburg
El 29 de junio de 1908 se realizó el juicio. Después de los primeros 41 testigos, entre los que estaba de nuevo Jacob Ernst y diez más que afirmaban haber observado a Eulenburg por el ojo de la cerradura, el proceso se interrumpió por la mala salud del acusado. Eulenburg fue examinado varias veces para determinar su estado de salud y si podía seguir el juicio. Hasta la disolución del Imperio en 1918 no se había dictado sentencia. Eulenburg murió en 1921 sin que su homosexualidad hubiera podido llegar a ser demostrada.

### Moltke contra Harden
En abril de 1908, tras alguna presión, Harden fue condenado de nuevo, en esta ocasión a una multa de 600 marcos, además de los costes del juicio de más de 4000 marcos. Moltke fue rehabilitado a los ojos de la opinión pública.

## Consecuencias
Por la tensión a la que estuvieron sometidos, muchos de los implicados enfermaron en 1908 y los años siguientes.
El Escándalo Eulenburg es un ejemplo de cómo prejuicios e hipocresía pueden ser empleados para fines políticos. La esposa de Eulenburg comentó a Hirschfeld el caso con estas palabras: «Apuntan a mi marido, pero intentan alcanzar al emperador».
Harden comentaría más tarde que el caso tuvo éxito, pero que había sido su mayor error político. El emperador Guillermo II se alejó, tal como Harden lo pretendía, de los desacreditados círculos moderados y se acercó a los consejeros más «masculinos» y militaristas. También Harden, al igual que otros comentaristas, consideró que este reposicionamiento de Guillermo II sin duda fue otro de los factores que precipitaron el fin del Segundo Imperio Alemán, que —desaparecida la influencia moderadora de Eulenburg— terminaría desembocando en la I Guerra Mundial.